# Pečenice
Pečenice (hongrois : Hontbesenyőd) est un village de Slovaquie situé dans la région de Nitra.

## Histoire
Première mention écrite du village en 1135.

## Démographie

### Évolution de la population
| Année:               | 1994. | 2004.    | 2014.   | 2024.   |
| -------------------- | ----- | -------- | ------- | ------- |
| Nombre de personnes: | 148   | 129      | 121     | 127     |
| Différence:          |       | -12,83 % | -6,20 % | +4,95 % |

| Année:               | 2023. | 2024.   |
| -------------------- | ----- | ------- |
| Nombre de personnes: | 131   | 127     |
| Différence:          |       | -3,05 % |